# Canton de Tourrette-Levens
Le canton de Tourrette-Levens est une circonscription électorale française du département des Alpes-Maritimes, créée par le décret du 24 février 2014 et entrée en vigueur lors des élections départementales de 2015.

## Histoire
Un nouveau découpage territorial des Alpes-Maritimes entre en vigueur en mars 2015, défini par le décret du 24 février 2014, en application des lois du 17 mai 2013 (loi organique 2013-402 et loi 2013-403). Les conseillers départementaux sont, à compter de ces élections, élus au scrutin majoritaire binominal mixte. Les électeurs de chaque canton élisent au Conseil départemental, nouvelle appellation du Conseil général, deux membres de sexe différent, qui se présentent en binôme de candidats. Les conseillers départementaux sont élus pour six ans au scrutin binominal majoritaire à deux tours, l'accès au second tour nécessitant 12,5 % des inscrits au premier tour. En outre la totalité des conseillers départementaux est renouvelée. Ce nouveau mode de scrutin nécessite un redécoupage des cantons dont le nombre est divisé par deux avec arrondi à l'unité impaire supérieure si ce nombre n'est pas entier impair, assorti de conditions de seuils minimaux. Dans les Alpes-Maritimes, le nombre de cantons passe ainsi de 52 à 27. Le canton de Tourrette-Levens fait partie des quatorze nouveaux cantons du département, les treize autres cantons portant la dénomination d'un ancien canton, mais avec des limites territoriales différentes.

## Représentation
| Période élective | Période élective | Mandat | Mandat   | Identité             | Nuance | Nuance | Qualité |
| ---------------- | ---------------- | ------ | -------- | -------------------- | ------ | ------ | --- |
| 2015             | 2021             | 2015   | 2021     | Éric Ciotti          |        | LR     | Député Président du Conseil Départemental (2008-2017) Ancien conseiller général du Canton de Saint-Martin-Vésubie                      |
| 2015             | 2021             | 2015   | 2021     | Caroline Migliore    |        | DVD    | Membre du cabinet du maire de Nice Ancien conseiller général du Canton de Saint-Etienne-de-Tinée Élue en 2021 dans le Canton de Nice-4 |
| 2021             | 2028             | 2021   | en cours | Éric Ciotti          |        | LR     | Député |
| 2021             | 2028             | 2021   | en cours | Christelle D'Intorni |        | LR     | Avocat Maire de Rimplas (2014-2022) Députée depuis 2022                                                                                |

### Résultats détaillés

#### Élections de mars 2015
Lors des élections départementales de 2015, le binôme composé de Éric Ciotti et Caroline Migliore (Union de la Droite) est élu au premier tour avec 51,63% des suffrages exprimés, devant le binôme composé de Claudia Ceresa et Jérémy Espaze (FN) (29,45%). Le taux de participation est de 58,06 % (17 765 votants sur 30 598 inscrits) contre 48,55 % au niveau départemental et 50,17 % au niveau national.
Caroline Migliore est membre du mouvement LFA, créé par Christian Estrosi.

#### Élections de juin 2021
Le premier tour des élections départementales de 2021 est marqué par un très faible taux de participation (33,26 % au niveau national). Dans le canton de Tourrette-Levens, ce taux de participation est de 45,59 % (14 150 votants sur 31 040 inscrits) contre 34,55 % au niveau départemental. À l'issue de ce premier tour, le binôme constitué de Éric Ciotti et Christelle D'Intorni (Union à droite, 63,28 %), est élu avec 63,28 % des suffrages exprimés.

## Composition
Le canton de Tourrette-Levens comprend vingt-huit communes entières.
| Nom                                      | Code Insee | Intercommunalité           | Superficie (km2) | Population (dernière pop. légale) | Densité (hab./km2) | Modifier                                    |
| ---------------------------------------- | ---------- | -------------------------- | ---------------- | --------------------------------- | ------------------ | ------------------------------------------- |
| Tourrette-Levens (bureau centralisateur) | 06147      | Métropole Nice Côte d'Azur | 16,50            | 4 633 (2022)                      | 281                | modifier les données · modifier les données |
| Aspremont                                | 06006      | Métropole Nice Côte d'Azur | 9,44             | 2 321 (2022)                      | 246                | modifier les données · modifier les données |
| Belvédère                                | 06013      | Métropole Nice Côte d'Azur | 75,41            | 595 (2022)                        | 7,9                | modifier les données · modifier les données |
| La Bollène-Vésubie                       | 06020      | Métropole Nice Côte d'Azur | 35,57            | 659 (2022)                        | 19                 | modifier les données · modifier les données |
| Castagniers                              | 06034      | Métropole Nice Côte d'Azur | 7,52             | 1 674 (2022)                      | 223                | modifier les données · modifier les données |
| Clans                                    | 06042      | Métropole Nice Côte d'Azur | 37,79            | 688 (2022)                        | 18                 | modifier les données · modifier les données |
| Colomars                                 | 06046      | Métropole Nice Côte d'Azur | 6,72             | 3 507 (2022)                      | 522                | modifier les données · modifier les données |
| Duranus                                  | 06055      | Métropole Nice Côte d'Azur | 16,10            | 159 (2022)                        | 9,9                | modifier les données · modifier les données |
| Falicon                                  | 06060      | Métropole Nice Côte d'Azur | 5,17             | 2 170 (2022)                      | 420                | modifier les données · modifier les données |
| Ilonse                                   | 06072      | Métropole Nice Côte d'Azur | 40,59            | 137 (2022)                        | 3,4                | modifier les données · modifier les données |
| Isola                                    | 06073      | Métropole Nice Côte d'Azur | 97,98            | 652 (2022)                        | 6,7                | modifier les données · modifier les données |
| Lantosque                                | 06074      | Métropole Nice Côte d'Azur | 44,76            | 1 197 (2022)                      | 27                 | modifier les données · modifier les données |
| Levens                                   | 06075      | Métropole Nice Côte d'Azur | 29,85            | 5 366 (2022)                      | 180                | modifier les données · modifier les données |
| Marie                                    | 06080      | Métropole Nice Côte d'Azur | 14,77            | 103 (2022)                        | 7,0                | modifier les données · modifier les données |
| Rimplas                                  | 06102      | Métropole Nice Côte d'Azur | 24,95            | 154 (2022)                        | 6,2                | modifier les données · modifier les données |
| Roquebillière                            | 06103      | Métropole Nice Côte d'Azur | 25,92            | 1 816 (2022)                      | 70                 | modifier les données · modifier les données |
| La Roquette-sur-Var                      | 06109      | Métropole Nice Côte d'Azur | 3,99             | 933 (2022)                        | 234                | modifier les données · modifier les données |
| Roubion                                  | 06110      | Métropole Nice Côte d'Azur | 27,26            | 114 (2022)                        | 4,2                | modifier les données · modifier les données |
| Roure                                    | 06111      | Métropole Nice Côte d'Azur | 40,30            | 111 (2022)                        | 2,8                | modifier les données · modifier les données |
| Saint-Blaise                             | 06117      | Métropole Nice Côte d'Azur | 8,04             | 1 391 (2022)                      | 173                | modifier les données · modifier les données |
| Saint-Dalmas-le-Selvage                  | 06119      | Métropole Nice Côte d'Azur | 81,03            | 102 (2022)                        | 1,3                | modifier les données · modifier les données |
| Saint-Étienne-de-Tinée                   | 06120      | Métropole Nice Côte d'Azur | 173,81           | 1 269 (2022)                      | 7,3                | modifier les données · modifier les données |
| Saint-Martin-du-Var                      | 06126      | Métropole Nice Côte d'Azur | 5,59             | 3 403 (2022)                      | 609                | modifier les données · modifier les données |
| Saint-Martin-Vésubie                     | 06127      | Métropole Nice Côte d'Azur | 97,13            | 1 379 (2022)                      | 14                 | modifier les données · modifier les données |
| Saint-Sauveur-sur-Tinée                  | 06129      | Métropole Nice Côte d'Azur | 32,28            | 295 (2022)                        | 9,1                | modifier les données · modifier les données |
| Utelle                                   | 06151      | Métropole Nice Côte d'Azur | 67,97            | 824 (2022)                        | 12                 | modifier les données · modifier les données |
| Valdeblore                               | 06153      | Métropole Nice Côte d'Azur | 94,16            | 834 (2022)                        | 8,9                | modifier les données · modifier les données |
| Venanson                                 | 06156      | Métropole Nice Côte d'Azur | 17,98            | 197 (2022)                        | 11                 | modifier les données · modifier les données |
| Canton de Tourrette-Levens               | 0624       |                            | 1 138,58         | 36 683 (2022)                     | 32                 | modifier les données                        |

## Démographie
En 2022, le canton comptait 36 683 habitants, en évolution de +3,61 % par rapport à 2016 (Alpes-Maritimes : +2,85 %, France hors Mayotte : +2,11 %).
| 2013   | 2018   | 2022   |
| ------ | ------ | ------ |
| 34 658 | 35 841 | 36 683 |